# Jonathan Krantz
Generaal Jonathan Krantz, beter bekend als Pad Man, is een personage uit de televisieserie Prison Break. Hij werd vertolkt door acteur Leon Russom. Hij maakt zijn entree in de aflevering Killing Box en communiceert met Bill Kim via het opschrijven van zijn opdrachten.
Hij is werkzaam in een zwaarbewaakt laboratorium op Long Island, New York waar hij wordt aangesproken met Generaal. Hij heeft een erg hoge rang in The Company en lijkt erg geïnteresseerd te zijn in Michael Scofield.
Hij mag niet praten in het openbaar, omdat het risico dat hij afgeluisterd wordt te groot is. Hij mag alleen praten op beveiligde locaties of zogenaamde 'blind spots'. Daar worden signalen verstoord door de natuur en kan hij dus niet afgeluisterd worden.

## Verschijningen
In seizoen vier wordt bekend dat hij Krantz van zijn achternaam heet. James Wyatt, een Company agent, noemt deze naam wanneer hij Don Self, een agent van Homeland Security, vraagt waarom hij het profiel van Generaal Krantz heeft opgezocht. De reden hiervoor was dat Krantz zelf ook een van de zes kaarthouders van Scylla is.
Generaal Krantz wordt bijgestaan door middel van een rechterhand, Lisa, die vele dingen voor hem regelt, waaronder de verhuizing van Scylla. Hij heeft blijkbaar ook een relatie met haar. In aflevering 12, Selfless, blijkt Lisa zijn dochter te zijn, wanneer zij gegijzeld wordt door Sara. Hierdoor wordt ook duidelijk dat Krantz en Lisa een incestueuze relatie hebben.
In de laatste aflevering van Prison Break wordt Krantz opgepakt. Scylla is in handen gekomen van de Verenigde Naties en Paul Kellerman zorgde ervoor dat Krantz en andere kopstukken van de Company werden opgepakt. Krantz krijgt de doodstraf door middel van de Elektrische stoel. Zijn laatste woorden zijn "Semper Paratus", als antwoord op de vraag of hij klaar is. Semper Paratus betekent "altijd klaar" en is het motto van sommige eenheden van het leger en luchtmacht.